# París-Niça 2013
La París-Niça 2013, 71a edició de la París-Niça, es disputà entre el 3 i el 10 de març de 2013. Aquesta era la segona prova de l'UCI World Tour 2013, després del Tour Down Under. Els corredors hagueren de superar 1.174,5 km repartits entre set etapes i un pròleg inicial.
La cursa fou guanyada per l'australià Richie Porte (Team Sky), que aconseguí el lideratge després de guanyar l'etapa reina de la cursa, la cinquena etapa amb final a la muntanya de Lure. També guanyà la darrera etapa, una contrarellotge individual amb final al coll d'Èze. Amb aquesta victòria es convertia en el primer australià a guanyar aquesta cursa. Porte guanyà la general amb 55 segons sobre l'estatunidenc Andrew Talansky (Garmin-Sharp), guanyador de la tercera etapa i de la classificació final dels joves. El francès Jean-Christophe Péraud (AG2R La Mondiale) completà el podi, 26 segons rere Talansky.
En les classificacions secundàries Sylvain Chavanel (Omega Pharma-Quick Step) guanyà el mallot verd dels punts i Johann Tschopp (IAM) la classificació de la muntanya. El Team Katusha fou el vencedor de la classificació per equips.

## Equips
L'organitzador, Amaury Sport Organisation comunicà la llista d'equips convidat el 23 de gener de 2013: tres equips francesos, Cofidis, Team Europcar i Sojasun i el nou equip suís IAM. L'equip rus Team Katusha, al qual se li havia negat la llicència UCI ProTeam en primera instància, va veure com no era convidat a la París-Niça ni al Critèrium del Dauphiné. Amb tot, en ser readmès el Katusha a l'UCI World Tour per decisió del Tribunal d'arbitratge de l'esport el 15 de febrer l'organitzador va decidir que fossin 23 els equips que finalment prenguessin part a la cursa, 19 ProTeams i 4 equips continentals professionals.
| Núm.    | Codi | Equip              |
| ------- | ---- | ------------------ |
| 1-8     | SKY  | Team Sky           |
| 11-18   | VCD  | Vacansoleil-DCM    |
| 21-28   | MOV  | Movistar Team      |
| 31-38   | BLA  | Blanco Team        |
| 41-48   | EUS  | Euskaltel–Euskadi  |
| 51-58   | RLT  | RadioShack-Leopard |
| 61-68   | LAM  | Lampre-Merida      |
| 71-78   | LTB  | Lotto-Belisol      |
| 81-88   | OGE  | Orica-GreenEDGE    |
| 91-98   | FDJ  | FDJ                |
| 101-108 | BMC  | BMC Racing Team    |
| 111-118 | ALM  | AG2R La Mondiale   |

| Núm.    | Codi | Equip                   |
| ------- | ---- | ----------------------- |
| 121-128 | STB  | Team Saxo-Tinkoff       |
| 131-138 | SOJ  | Sojasun                 |
| 141-148 | GRS  | Garmin-Sharp            |
| 151-158 | AST  | Astana Qazaqstan Team   |
| 161-168 | EUC  | Team Europcar           |
| 171-178 | OPQ  | Omega Pharma-Quick Step |
| 181-188 | KAT  | Team Katusha            |
| 191-198 | COF  | Cofidis                 |
| 201-208 | CAN  | Cannondale              |
| 211-218 | ARG  | Argos-Shimano           |
| 221-228 | IAM  | IAM                     |

### Recorregut
La sortida tindrà lloc el 3 de març a Houilles, al departament d'Yvelines. Aquest departament ja havia acollit la sortida de la cursa en les tres edicions precedents de la París-Niça. L'Amaury Sport Organisation i el Conseil general d'Yvelines firmaren el març de 2012 un conveni per tal que la sortida es fes allà fins al 2017.
La cursa comença amb un pròleg de 2,9 km a Houilles. Les següents dues etapes són planes, per a partir de la tercera etapa començar a afrontar etapes de mitja i alta muntanya. La darrera etapa, com en l'edició del 2012, és una cronoescalada fins al Coll d'Èze.

## Favorits
Davant l'absència del vigent vencedor, el britànic Bradley Wiggins (Team Sky), i dels principals especialistes en grans voltes, presents a la Tirrena-Adriàtica, els principals favorits són: el neerlandès Lieuwe Westra (Vacansoleil-DCM), segon l'any passat, el seu compatriota Robert Gesink (Blanco Team), l'estatunidenc Tejay van Garderen (BMC Racing Team), millor jove el 2012, el portuguès Rui Alberto Faria da Costa (Movistar Team), el colombià Nairo Quintana (Movistar Team), el belga Maxime Monfort (RadioShack-Leopard), així com el danès Jakob Fuglsang (Astana Qazaqstan Team).
Altres ciclistes que poden tenir un paper destacat són: el francès Jean-Christophe Péraud (AG2R La Mondiale), l'alemany Andreas Klöden (RadioShack-Leopard), l'australià Richie Porte (Sky), l'estatunidenc Andrew Talansky (Garmin-Sharp) i el rus Denís Ménxov (Team Katusha).

## Etapes
| Etapes   | Data       | Recorregut                             | Km    | Vencedor d'etapa       | Líder de la general   |
| -------- | ---------- | -------------------------------------- | ----- | ---------------------- | --------------------- |
| Pròleg   | 3 de març  | Houilles - Houilles (CRI)              | 2,9   | Damien Gaudin (FRA)    | Damien Gaudin (FRA)   |
| 1a etapa | 4 de març  | Saint-Germain-en-Laye - Nemours        | 195,0 | Nacer Bouhanni (FRA)   | Nacer Bouhanni (FRA)  |
| 2a etapa | 5 de març  | Vimory - Cérilly                       | 200,5 | Marcel Kittel (GER)    | Elia Viviani (ITA)    |
| 3a etapa | 6 de març  | Châtel-Guyon - Brioude                 | 170,5 | Andrew Talansky (EUA)  | Andrew Talansky (EUA) |
| 5a etapa | 7 de març  | Brioude - Sant Valier                  | 199,5 | Michael Albasini (SUI) | Andrew Talansky (EUA) |
| 5a etapa | 8 de març  | Châteauneuf-du-Pape - Muntanya de Lure | 176,0 | Richie Porte (AUS)     | Richie Porte (AUS)    |
| 6a etapa | 9 de març  | Manosque - Niça                        | 220,0 | Sylvain Chavanel (FRA) | Richie Porte (AUS)    |
| 7a etapa | 10 de març | Niça - coll d'Èze (CRI)                | 9,6   | Richie Porte (AUS)     | Richie Porte (AUS)    |

### Pròleg
Houilles - Houilles, 3 de març. 2,9 km (CRI)
Per començar la present edició de la París-Niça els ciclistes han d'afrontar una contrarellotge curta i tècnica pels carrers d'Houilles, als afores de París. Són menys de 3 km de recorregut, però molt sinuós i amb nombrosos girs de 90°, cosa que la fa més propícia per ciclistes adaptats a la pista i bons rodadors, més que no pas a consumats contrarellotgistes.
El primer ciclistes en prendre la sortida fou Marco Bandiera (IAM), en el debut del seu equip al World Tour, que va registrar un temps de 3' 55". A poc a poc es va anar rebaixant el seu temps. Nacer Bouhanni (FDJ.fr) va ser el primer a baixar del 3' 50", en deixar el temps en 3' 47". Borut Bozic (Astana Qazaqstan Team) fou el primer a rebaixar el temps fins als 3' 40", un temps que li permetria acabar l'etapa en vuitena posició. Geoffrey Soupe (FDJ.fr) va ser el primer ciclista a baixar dels 3' 40", però poc després fou superat per Wilco Kelderman (Blanco Team), Sylvain Chavanel (Omega Pharma-Quick Step) i Damien Gaudin (Team Europcar), que va deixar el temps en 3' 37" i va aconseguir, d'aquesta manera, la seva primera victòria com a professional.
| Resultats del Pròleg i de la classificació general a la seva fi \| \| Ciclista \| Equip \| Temps \| \| -- \| ---------------------- \| ----------------------- \| ------ \| \| 1 \| Damien Gaudin (FRA) \| Team Europcar \| 3' 37" \| \| 2 \| Sylvain Chavanel (FRA) \| Omega Pharma-Quick Step \| + 1" \| \| 3 \| Lieuwe Westra (NED) \| Vacansoleil-DCM \| + 1" \| \| 4 \| Wilco Kelderman (NED) \| Blanco Team \| + 2" \| \| 5 \| Geoffrey Soupe (FRA) \| FDJ.fr \| + 2" \| \| 6 \| Peter Velits (SVK) \| Omega Pharma-Quick Step \| + 3" \| \| 7 \| Tony Gallopin (FRA) \| RadioShack-Leopard \| + 3" \| \| 8 \| Borut Božič (SVN) \| Astana Qazaqstan Team \| + 3" \| \| 9 \| Sébastien Turgot (FRA) \| Team Europcar \| + 4" \| \| 10 \| Andrí Hrivko (UKR) \| Astana Qazaqstan Team \| + 5" \| |                        |                         |        |
| | Ciclista               | Equip                   | Temps  |
| 1 | Damien Gaudin (FRA)    | Team Europcar           | 3' 37" |
| 2 | Sylvain Chavanel (FRA) | Omega Pharma-Quick Step | + 1"   |
| 3 | Lieuwe Westra (NED)    | Vacansoleil-DCM         | + 1"   |
| 4 | Wilco Kelderman (NED)  | Blanco Team             | + 2"   |
| 5 | Geoffrey Soupe (FRA)   | FDJ.fr                  | + 2"   |
| 6 | Peter Velits (SVK)     | Omega Pharma-Quick Step | + 3"   |
| 7 | Tony Gallopin (FRA)    | RadioShack-Leopard      | + 3"   |
| 8 | Borut Božič (SVN)      | Astana Qazaqstan Team   | + 3"   |
| 9 | Sébastien Turgot (FRA) | Team Europcar           | + 4"   |
| 10 | Andrí Hrivko (UKR)     | Astana Qazaqstan Team   | + 5"   |

### Etapa 1
Saint-Germain-en-Laye - Nemours, 4 de març. 195,0 km

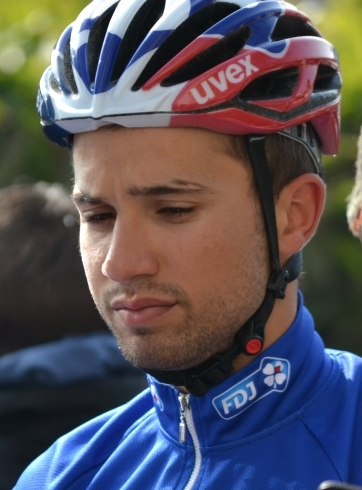
Nacer Bouhanni guanya a l'esprint de Nemours, i es fa amb el mallot groc de líder.

La primera etapa en línia és totalment plana, amb una sola cota de quarta categoria al km 119,5, la cota de Buthiers. Els ciclistes passaran per dos esprints intermedi, a Malesherbes (km 115) i La Madeleine-sur-Loing (km 162). El recorregut passa pels departaments d'Yvelines, Essonne, Loiret i Sena i Marne. Al km 150 es passa per primera vegada per la meta de Nemours, on comença un circuit de 45 km pels voltants de la vila.
Tres ciclistes formen l'escapada inicial, Bert-Jan Lindeman (Vacansoleil-DCM), Romain Sicard (Euskaltel–Euskadi) i Yannick Talabardon (Sojasun) que anirà ampliant les seves diferències fins a arribar als set minuts i mig durant l'etapa, abans d'estabilitzar-se la diferència als voltants dels cinc minuts durant bona part de l'etapa. Lindeman passa en primera posició per l'esprint intermedi i per l'única cota puntuable, per la qual cosa es fa amb el mallot de la muntanya en finalitzar l'etapa. Després de la cota es produeix una caiguda en el gran grup que obliga a abandonar a Rui Costa (Movistar Team).
A poc a poc el ritme del gran grup va anar augmentant gràcies a la feina feta pels equips dels esprintadors, cosa que va reduir la diferència dels escapats, fins a ser capturats a manca de 23 km per a l'arribada a Nemours. La victòria fou pel campió nacional francès Nacer Bouhanni (FDJ.fr), que s'imposà a Alessandro Petacchi (Lampre-Merida). Gràcies a les bonificacions el mallot de líder passa a les mans de Bouhanni.
|    | Ciclista                  | Equip                 | Temps      |
| -- | ------------------------- | --------------------- | ---------- |
| 1  | Nacer Bouhanni (FRA)      | FDJ.fr                | 4h 47' 24" |
| 2  | Alessandro Petacchi (ITA) | Lampre-Merida         | m. t.      |
| 3  | Elia Viviani (ITA)        | Cannondale            | m. t.      |
| 4  | Jens Debusschere (BEL)    | Lotto-Belisol         | m. t.      |
| 5  | Heinrich Haussler (AUS)   | IAM                   | m. t.      |
| 6  | Mark Renshaw (AUS)        | Blanco Team           | m. t.      |
| 7  | José Joaquín Rojas (ESP)  | Movistar Team         | m. t.      |
| 8  | Leigh Howard (AUS)        | Orica-GreenEDGE       | m. t.      |
| 9  | Borut Božič (SVN)         | Astana Qazaqstan Team | m. t.      |
| 10 | Romain Feillu (FRA)       | Vacansoleil-DCM       | m. t.      |

|    | Ciclista                  | Equip                   | Temps      |
| -- | ------------------------- | ----------------------- | ---------- |
| 1  | Nacer Bouhanni (FRA)      | FDJ.fr                  | 4h 51' 01" |
| 2  | Damien Gaudin (FRA)       | Team Europcar           | m. t.      |
| 3  | Sylvain Chavanel (FRA)    | Omega Pharma-Quick Step | + 1"       |
| 4  | Lieuwe Westra (NED)       | Vacansoleil-DCM         | + 1"       |
| 5  | Elia Viviani (ITA)        | Cannondale              | + 1"       |
| 6  | Alessandro Petacchi (ITA) | Lampre-Merida           | + 2"       |
| 7  | Wilco Kelderman (NED)     | Blanco Team             | + 2"       |
| 8  | Geoffrey Soupe (FRA)      | FDJ.fr                  | + 2"       |
| 9  | Peter Velits (SVK)        | Omega Pharma-Quick Step | + 3"       |
| 10 | Tony Gallopin (FRA)       | RadioShack-Leopard      | + 3"       |

### Etapa 2

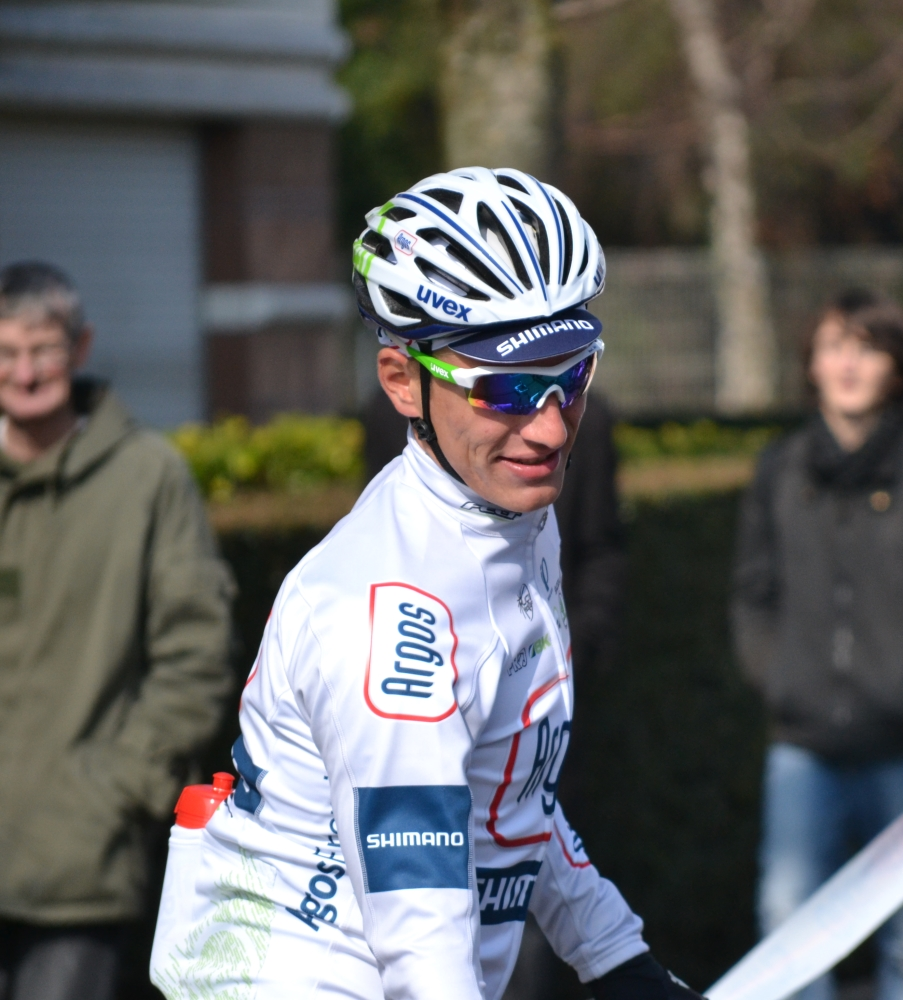
L'esprintador de l' Marcel Kittel aconseguí la seva segona victòria del 2013, en imposar-se a Cérilly.

Vimory - Cérilly, 5 de març. 200,5 km
Nova etapa plana, sense cap dificultat muntanyosa en els seus 200 km. Els esprints intermedis es troben a Les Choux (km 15,5) i Cérilly (km 182,5), vila en la qual hi ha l'arribada final i pels voltants de la qual fan un circuit. El recorregut passa pels departaments de Cher, Loiret i Allier.
Els corredors es van veure afectats per forts vent durant l'etapa, però això no impedí que tres ciclistes ataquessin en el quilòmetre inicial: Kris Boeckmans (Vacansoleil-DCM), Mads Christensen (Team Saxo-Tinkoff) i Gatis Smukulis (Team Katusha). Fins a Les Choux el trio es va mantenir unit, però aleshores Boeckmans decidí tornar al grup principals després d'haver guanyat l'esprint intermedi. Smukulis i Christensen es van mantenir al capdavant amb prop de quatre minuts sobre un gran grup encapçalat pel FDJ.fr. A poc a poc es van anar reduint les diferències, alhora que s'iniciaven petits atacs des del grup principal, com el protagonitzats per Thomas de Gendt, Joan Antoni Flecha, Mikel Astarloza i Maxime Bouet. A manca de 60 km la diferència dels escapats era sols d'un minut. Al seu darrere quedà Viviani, que passà a liderar la cursa.
Faltant menys de 60 km el líder Bouhanni va caure i es va veure obligat a abandonar amb ferides a la cara. La caiguda provocà un alentiment dins el gran grup, però en confirmar-se la retirada de Bouhanni es reinicià el ritme de caça dels escapats fins a ser neutralitzats a manca de 45 km. Els esprintadors passaren al capdavant de la cursa per lluitar pels punts i bonificacions del segon esprint, que fou guanyat per Elia Viviani. Diversos atacs es produïren en aquests darrers quilòmetres, però tots ells quedaren abocats al fracàs i finalment la victòria es decidí a l'esprint, sent el més ràpid Marcel Kittel (Argos-Shimano). Darrere seu arribà Viviani, que d'aquesta manera aconseguia el liderat de la cursa.
|    | Ciclista                 | Equip                   | Temps      |
| -- | ------------------------ | ----------------------- | ---------- |
| 1  | Marcel Kittel (GER)      | Argos-Shimano           | 5h 42' 18" |
| 2  | Elia Viviani (ITA)       | Cannondale              | m. t.      |
| 3  | Leigh Howard (AUS)       | Orica-GreenEDGE         | m. t.      |
| 4  | Borut Božič (SVN)        | Astana Qazaqstan Team   | m. t.      |
| 5  | Samuel Dumoulin (FRA)    | AG2R La Mondiale        | m. t.      |
| 6  | Gianni Meersman (BEL)    | Omega Pharma-Quick Step | m. t.      |
| 7  | Romain Feillu (FRA)      | Vacansoleil-DCM         | m. t.      |
| 8  | Jens Debusschere (BEL)   | Lotto-Belisol           | m. t.      |
| 9  | José Joaquín Rojas (ESP) | Movistar Team           | m. t.      |
| 10 | Tony Gallopin (FRA)      | RadioShack-Leopard      | m. t.      |

|    | Ciclista                  | Equip                   | Temps       |
| -- | ------------------------- | ----------------------- | ----------- |
| 1  | Elia Viviani (ITA)        | Cannondale              | 10h 33' 11" |
| 2  | Sylvain Chavanel (FRA)    | Omega Pharma-Quick Step | + 7"        |
| 3  | Damien Gaudin (FRA)       | Team Europcar           | + 8"        |
| 4  | Lieuwe Westra (NED)       | Vacansoleil-DCM         | + 9"        |
| 5  | Alessandro Petacchi (ITA) | Lampre-Merida           | + 10"       |
| 6  | Wilco Kelderman (NED)     | Blanco Team             | + 10"       |
| 7  | Geoffrey Soupe (FRA)      | FDJ.fr                  | + 10"       |
| 8  | Peter Velits (SVK)        | Omega Pharma-Quick Step | + 11"       |
| 9  | Tony Gallopin (FRA)       | RadioShack-Leopard      | + 11"       |
| 10 | Borut Božič (SVN)         | Astana Qazaqstan Team   | + 11"       |

### Etapa 3

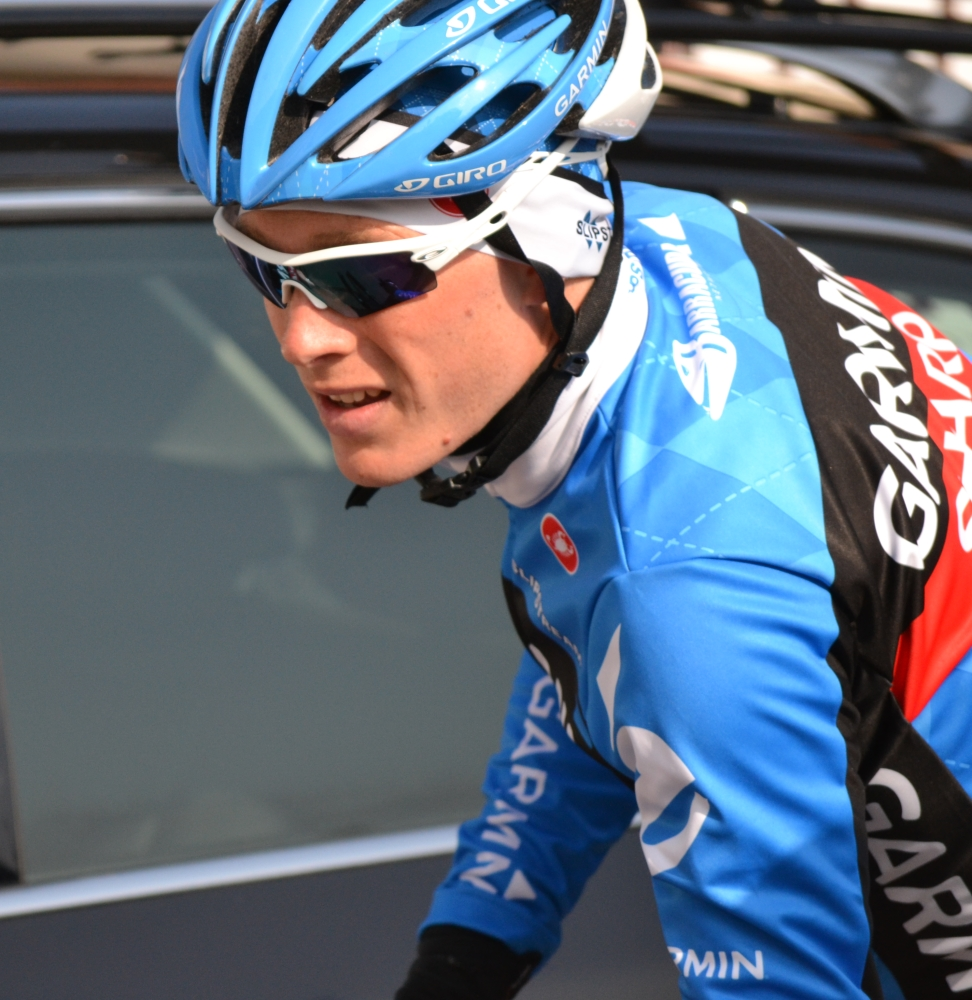
Andrew Talansky aconseguí la seva primera victòria al World Tour, en imposar-se a l'esprint a sis ciclistes més en l'arribada a Brioude. La victòria li permeté aconseguir el liderat.

Châtel-Guyon - Brioude, 5 de març. 170,5 km
Nova etapa en el camí cap al sud, pels departaments de Puèi Domat i Alt Loira, i aparició de les primeres dificultats muntanyoses de la cursa d'una certa entitat, dues cotes de tercera categoria a mitja cursa, km 85 i 95, i una de segona a manca de 15 km per a l'arribada, ja dins el circuit final pels voltants de Brioude. Els esprints es troben a Joze (km 34) i Brioude (km 142,5).
Les fortes pluges que van caure durant l'etapa van fer que les carreteres fossin molt relliscoses. Amb tot, l'escapada del dia es formà en els primers quilòmetres gràcies a un atac inicial de Mads Christensen (Team Saxo-Tinkoff) al qual s'uniren Martijn Keizer (Vacansoleil-DCM), Sébastien Minard (AG2R La Mondiale) i Alexis Vuillermoz (Sojasun). El quartet va anar augmentant lentament el seu avantatge sobre el pilot, liderat per l'equip Cannondale que protegia al líder de la cursa Elia Viviani, fins a un màxim avantatge de prop de quatre minuts. Keizer va passar en primera posició per les dues cotes de tercera categoria, aconseguint el mallot de la muntanya en acabar l'etapa. En els darrers quilòmetres el gran grup s'aproximà als escapats, fins que a ser agafats abans de la Cota de Mauvagnat. Després de diversos atacs frustrats de Maksim Iglinski, Andrí Hrivko va atacar en la part final de la cota de Mauvagnat, aconseguint obrir un petit forat respecte al gran grup. En el posterior descens se li uniren sis ciclistes més: David López i Richie Porte (Team Sky), Gorka Izagirre (Euskaltel–Euskadi), Davide Malacarne (Team Europcar), Romain Bardet (AG2R La Mondiale) i Andrew Talansky (Garmin-Sharp). Tot i un intent de Malacarne per arribar en solitari, ja dins l'últim quilòmetre, la victòria se la jugaren a l'esprint aquests set corredors. El més ràpid fou Talansky, el qual aconseguí també el liderat de la cursa.
|    | Ciclista                | Equip                 | Temps      |
| -- | ----------------------- | --------------------- | ---------- |
| 1  | Andrew Talansky (EUA)   | Garmin-Sharp          | 4h 06' 15" |
| 2  | Davide Malacarne (ITA)  | Team Europcar         | m. t.      |
| 3  | Gorka Izagirre (ESP)    | Euskaltel–Euskadi     | m. t.      |
| 4  | David López (ESP)       | Team Sky              | m. t.      |
| 5  | Richie Porte (AUS)      | Team Sky              | m. t.      |
| 6  | Romain Bardet (FRA)     | AG2R La Mondiale      | m. t.      |
| 7  | Andrí Hrivko (UKR)      | Astana Qazaqstan Team | m. t.      |
| 8  | Jonathan Hivert (FRA)   | Sojasun               | + 7"       |
| 9  | Enrico Gasparotto (ITA) | Astana Qazaqstan Team | + 7"       |
| 10 | Maxime Bouet (FRA)      | AG2R La Mondiale      | + 7"       |

|    | Ciclista               | Equip                   | Temps       |
| -- | ---------------------- | ----------------------- | ----------- |
| 1  | Andrew Talansky (EUA)  | Garmin-Sharp            | 14h 39' 36" |
| 2  | Andrí Hrivko (UKR)     | Astana Qazaqstan Team   | + 3"        |
| 3  | Davide Malacarne (ITA) | Team Europcar           | + 3"        |
| 4  | Sylvain Chavanel (FRA) | Omega Pharma-Quick Step | + 4"        |
| 5  | Gorka Izagirre (ESP)   | Euskaltel–Euskadi       | + 5"        |
| 6  | Lieuwe Westra (NED)    | Vacansoleil-DCM         | + 6"        |
| 7  | Richie Porte (AUS)     | Team Sky                | + 7"        |
| 8  | Peter Velits (SVK)     | Omega Pharma-Quick Step | + 8"        |
| 9  | David López (ESP)      | Team Sky                | + 9"        |
| 10 | Jonathan Hivert (FRA)  | Sojasun                 | + 12"       |

### Etapa 4
Brioude - Sant Valier, 7 de març. 199,5 km
Etapa trancacames, amb set dificultats muntanyoses en el seu recorregut: dues de segona categoria sols començar l'etapa (km 11,5 i 27,5), tres de tercera categoria en la part central de l'etapa (km 97, 105 i 136) i finalment dues de segona en els darrers quilòmetres d'etapa (km 176 i 191), la darrera d'elles a sols 8 km per a l'arribada. Els esprints es troben a La Chasa Dieu (km 40,5) i Sant Roman d'Ai (km 157). Durant l'etapa es passa pels departaments de l'Alt Loira, l'Ardecha i el Droma.
Després d'un atac inicial de Michael Mørkøv (Team Saxo-Tinkoff), es formà l'escapada del dia en què hi havia, entre d'altres Gianni Meersman (Omega Pharma-Quick Step), Johann Tschopp (IAM), Javier Moreno (Movistar Team), Thomas Voeckler (Team Europcar) i Hubert Dupont (AG2R La Mondiale). La diferència màxima dels escapats fou d'uns quatre minuts respecte d'un gran grup encapçalat pel Garmin-Sharp que protegia el líder Andrew Talansky. Tschopp acumulà la major part dels punts de la muntanya, cosa que li permeté liderar aquesta classificació en acabar l'etapa.
A manca de 25 km Voeckler llançà un atac en el grup d'escapats, sent seguit en primera instància sols per Dupont, mentre pel darrere el gran grup es dividia en nombrosos grups degut a la dificultat del terreny. Una vegada capturats tots els escapats hi hagué nombrosos intents d'escapada en solitari durant la darrera ascensió a la cota de la Sizeranne. Sylvain Chavanel (Omega Pharma-Quick Step) ho intentà diverses vegades, però sense sort. Finalment un grup d'uns quaranta ciclistes es disputà la victòria a l'esprint, sent el vencedor Michael Albasini (Orica-GreenEDGE). Talansky conservà el mallot de líder.
|    | Ciclista                | Equip                   | Temps      |
| -- | ----------------------- | ----------------------- | ---------- |
| 1  | Michael Albasini (SUI)  | Orica-GreenEDGE         | 4h 55' 41" |
| 2  | Maksim Iglinski (KAZ)   | Astana Qazaqstan Team   | m. t.      |
| 3  | Peter Velits (SVK)      | Omega Pharma-Quick Step | m. t.      |
| 4  | Enrico Gasparotto (ITA) | Astana Qazaqstan Team   | m. t.      |
| 5  | Diego Ulissi (ITA)      | Lampre-Merida           | m. t.      |
| 6  | Andrew Talansky (EUA)   | Garmin-Sharp            | m. t.      |
| 7  | Romain Bardet (FRA)     | AG2R La Mondiale        | m. t.      |
| 8  | Jens Keukeleire (BEL)   | Orica-GreenEDGE         | m. t.      |
| 9  | Andreas Klöden (GER)    | RadioShack-Leopard      | m. t.      |
| 10 | Xavier Florencio (ESP)  | Team Katusha            | m. t.      |

|    | Ciclista                     | Equip                   | Temps       |
| -- | ---------------------------- | ----------------------- | ----------- |
| 1  | Andrew Talansky (EUA)        | Garmin-Sharp            | 19h 35' 17" |
| 2  | Andrí Hrivko (UKR)           | Astana Qazaqstan Team   | + 3"        |
| 3  | Peter Velits (SVK)           | Omega Pharma-Quick Step | + 4"        |
| 4  | Sylvain Chavanel (FRA)       | Omega Pharma-Quick Step | + 4"        |
| 5  | Gorka Izagirre (ESP)         | Euskaltel–Euskadi       | + 5"        |
| 6  | Lieuwe Westra (NED)          | Vacansoleil-DCM         | + 6"        |
| 7  | Richie Porte (AUS)           | Team Sky                | + 7"        |
| 8  | Maksim Iglinski (KAZ)        | Astana Qazaqstan Team   | + 13"       |
| 9  | Jean-Christophe Péraud (FRA) | AG2R La Mondiale        | + 13"       |
| 10 | Bart de Clercq (BEL)         | Lotto-Belisol           | + 15"       |

### Etapa 5
Châteauneuf-du-Pape - Muntanya de Lure, 8 de març. 176,0 km
Etapa reina de la present edició de la París-Niça, amb tres ports de tercera (km 123, 134 i 152), dos de segona (47 i 85) i un de primera categoria, la Muntanya de Lure (13,6 km al 6,6%), el final d'etapa. Els esprints es troben a Sant Savornin d'Ate (km 67) i Forcalquer (km 149). L'etapa discorre pels departaments de la Valclusa i Alps de l'Alta Provença.
Jens Voigt (RadioShack-Leopard) fou l'encarregat d'iniciar l'escapada del dia al km 14 de cursa, sent seguit per Cyril Lemoine (Sojasun), Paolo Longo Borghini (Cannondale) i Thierry Hupond (Argos-Shimano). El quartet va anar ampliar les diferències respecte al gran grup fins a aconseguir un màxim avantatge de prop de sis minuts i mig, tot i que normalment l'avantatge se situava entre els quatre i cinc minuts respecte a un gran grup controlat pel Garmin-Sharp. En acostar-se a l'ascensió final els escapats van veure com les diferències es reduïen considerablement davant l'empenta exercida pel Team Sky.
A la base de l'ascensió final Voigt atacà però els homes de l'SKY, encapçalat per Kanstantsín Siutsou i David López, acabaren per neutralitzar l'escapada. Durant l'ascensió s'anaren succeint els intents d'escapada, sent els més destacats els de Michele Scarponi (Lampre-Merida) i Denís Ménxov (Team Katusha). El líder Andrew Talansky atacà en diverses ocasions, però sense poder desfer-se de Richie Porte (SKY). Finalment fou Porte el que llançà un dur atac que no pogué ser seguit per cap altre ciclistes. En l'atac superà a Ménxov, que es mantenia per davant, i es presentà a l'arribada amb 26" sobre Ménxov i 33" sobre el fins aleshores líder Talansky. Amb el temps obtingut Porte passava a ser el nou líder.
|    | Ciclista                     | Equip            | Temps      |
| -- | ---------------------------- | ---------------- | ---------- |
| 1  | Richie Porte (AUS)           | Team Sky         | 4h 50' 54" |
| 2  | Denís Ménxov (RUS)           | Team Katusha     | + 26"      |
| 3  | Andrew Talansky (EUA)        | Garmin-Sharp     | + 33"      |
| 4  | Tejay van Garderen (EUA)     | BMC Racing Team  | + 33"      |
| 5  | Diego Ulissi (ITA)           | Lampre-Merida    | + 33"      |
| 6  | Lieuwe Westra (NED)          | Vacansoleil-DCM  | + 33"      |
| 7  | Jean-Christophe Péraud (FRA) | AG2R La Mondiale | + 33"      |
| 8  | Nairo Quintana (COL)         | Movistar Team    | + 33"      |
| 9  | Simon Špilak (SVN)           | Team Katusha     | + 33"      |
| 10 | Michele Scarponi (ITA)       | Lampre-Merida    | + 33"      |

|    | Ciclista                     | Equip                   | Temps       |
| -- | ---------------------------- | ----------------------- | ----------- |
| 1  | Richie Porte (AUS)           | Team Sky                | 24h 26' 08" |
| 2  | Andrew Talansky (EUA)        | Garmin-Sharp            | + 32"       |
| 3  | Lieuwe Westra (NED)          | Vacansoleil-DCM         | + 42"       |
| 4  | Jean-Christophe Péraud (FRA) | AG2R La Mondiale        | + 49"       |
| 5  | Tejay van Garderen (EUA)     | BMC Racing Team         | + 52"       |
| 6  | Sylvain Chavanel (FRA)       | Omega Pharma-Quick Step | + 53"       |
| 7  | Simon Špilak (SVN)           | Team Katusha            | + 53"       |
| 8  | Diego Ulissi (ITA)           | Lampre-Merida           | + 54"       |
| 9  | Michele Scarponi (ITA)       | Lampre-Merida           | + 54"       |
| 10 | Peter Velits (SVK)           | Omega Pharma-Quick Step | + 56"       |

### Etapa 6
Manosque - Niça, 9 de març. 220,0 km
Etapa més llarga de la present edició que duu els ciclistes fins a la costa mediterrània, a Niça després de creuar els Alps de l'Alta Provença, Var i els Alps Marítims. Una primera cota de tercera categoria només sortir (6,5 km) condueix els ciclistes a un tram d'uns 120 km amb contínues pujades i baixades i dos ports puntuables, un de segona (km 87,5) i un de tercera (km 103), abans d'iniciar l'encadenat dels dos ports de primera de l'etapa (km 138,5 i 148,5), el darrer d'ells a 71,5 km de meta. Els esprints es troben a Flaiòsc (km 76,5) i Torretas de Lop (km 185,5).
Iegor Silin (Astana Qazaqstan Team) fou el responsable de l'escapada del dia en ataca a la cota de Bois de Rousset. Posteriorment fou agafat per 10 ciclistes més, entre ells Johann Tschopp (IAM) que volia assegurar-se els punts necessaris per guanyar la classificació de la muntanya. El Team Sky sols permeté aconseguir una diferència d'uns tres minuts als escapats, perquè entre ells hi havia Arnold Jeannesson (FDJ, que es trobava a sols 1' 49" rere el líder, Richie Porte. Tschopp passà en primera posició per tots els ports del dia amb excepció del primer, coronat per Silin. Amb aquests punts s'assegurà el mallot de la muntanya.
En el descens del coll de Ferrier, sols es mantenien al davant sis dels escapats inicials i la diferència s'havia reduït a un minut sobre el gran grup, liderat pel BMC Racing Team, Euskaltel–Euskadi i Team Sky. L'escapada s'acabà en el terreny previ al darrer esprint del dia a Tourrettes-sur-Loup. En aquest esprint Andrí Hrivko, Peter Velits i Sylvain Chavanel aconseguiren els punts i les bonificacions. Els darrers quilòmetres d'etapa foren controlats per l'SKY que dirigí el grup fins a l'arribada a Niça on es disputà l'esprint. AG2R La Mondiale i el BMC Racing Team preparen l'esprint per a Samuel Dumoulin i Philippe Gilbert respectivament, però Chavanel els va sorprendre i s'emportà la victòria d'etapa. Alhora aconseguia el mallot dels punts i pujava fins a la tercera posició a la general.
|    | Ciclista                 | Equip                   | Temps      |
| -- | ------------------------ | ----------------------- | ---------- |
| 1  | Sylvain Chavanel (FRA)   | Omega Pharma-Quick Step | 5h 14' 23" |
| 2  | Philippe Gilbert (BEL)   | BMC Racing Team         | m. t.      |
| 3  | José Joaquín Rojas (ESP) | Movistar Team           | m. t.      |
| 4  | Samuel Dumoulin (FRA)    | AG2R La Mondiale        | m. t.      |
| 5  | Tony Gallopin (FRA)      | RadioShack-Leopard      | m. t.      |
| 6  | Julien Simon (FRA)       | Sojasun                 | m. t.      |
| 7  | Borut Božič (SVN)        | Astana Qazaqstan Team   | m. t.      |
| 8  | Heinrich Haussler (AUS)  | IAM                     | m. t.      |
| 9  | Jonathan Hivert (FRA)    | Sojasun                 | m. t.      |
| 10 | Alberto Losada (ESP)     | Team Katusha            | m. t.      |

|    | Ciclista                     | Equip                   | Temps       |
| -- | ---------------------------- | ----------------------- | ----------- |
| 1  | Richie Porte (AUS)           | Team Sky                | 29h 40' 31" |
| 2  | Andrew Talansky (EUA)        | Garmin-Sharp            | + 32"       |
| 3  | Sylvain Chavanel (FRA)       | Omega Pharma-Quick Step | + 42"       |
| 4  | Lieuwe Westra (NED)          | Vacansoleil-DCM         | + 42"       |
| 5  | Jean-Christophe Péraud (FRA) | AG2R La Mondiale        | + 49"       |
| 6  | Tejay van Garderen (EUA)     | BMC Racing Team         | + 52"       |
| 7  | Peter Velits (SVK)           | Omega Pharma-Quick Step | + 53"       |
| 8  | Simon Špilak (SVN)           | Team Katusha            | + 53"       |
| 9  | Diego Ulissi (ITA)           | Lampre-Merida           | + 54"       |
| 10 | Andrí Hrivko (UKR)           | Astana Qazaqstan Team   | + 1' 06"    |

### Etapa 7

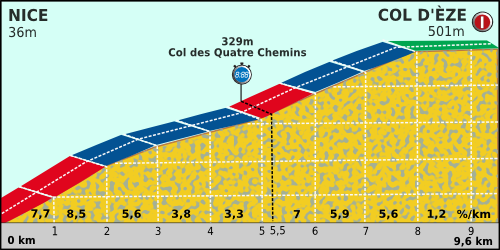
Perfil de la 7a etapa

Niça - coll d'Èze, 10 de març. 9,6 km (CRI)
Per segon any consecutiu per acabar la cursa els ciclistes s'hauran d'enfrontar a una cronoescalada entre Niça i el coll d'Èze (9,6 km al 4,7%),de 1a categoria.
El primer ciclista a prendre la sortida és Rick Flens (Blanco Team) que aconsegueix un temps de 22' 35". El primer ciclista a baixar dels 21' fou Jérémy Roy (FDJ), amb un temps de 20' 59". El primer ciclista a baixar dels 20' fou Nairo Quintana (Movistar Team), amb un temps de 19' 43". Aquest temps es mantingué invariable fins a l'arribada dels dos primers classificats a la general. Primer fou superat per Andrew Talansky (Garmin-Sharp) per 4 segons, però finalment el líder, Richie Porte (Team Sky) rebaixà el temps en 23 segons i el deixà en 19' 16". Amb aquesta victòria d'etapa Porte confirmà la seva victòria en la general, sent el primer australià a aconseguir la victòria final en les 71 edicions de la París-Niça.
|    | Ciclista                     | Equip                   | Temps    |
| -- | ---------------------------- | ----------------------- | -------- |
| 1  | Richie Porte (AUS)           | Team Sky                | 19' 16"  |
| 2  | Andrew Talansky (EUA)        | Garmin-Sharp            | + 23"    |
| 3  | Nairo Quintana (COL)         | Movistar Team           | + 27"    |
| 4  | Jean-Christophe Péraud (FRA) | AG2R La Mondiale        | + 32"    |
| 5  | Tejay van Garderen (EUA)     | BMC Racing Team         | + 52"    |
| 6  | Simon Špilak (SVN)           | Team Katusha            | + 55"    |
| 7  | Diego Ulissi (ITA)           | Lampre-Merida           | + 1' 00" |
| 8  | Michele Scarponi (ITA)       | Lampre-Merida           | + 1' 03" |
| 9  | Sylvain Chavanel (FRA)       | Omega Pharma-Quick Step | + 1' 05" |
| 10 | Ion Izagirre (ESP)           | Euskaltel–Euskadi       | + 1' 06" |

|    | Ciclista                     | Equip                   | Temps       |
| -- | ---------------------------- | ----------------------- | ----------- |
| 1  | Richie Porte (AUS)           | Team Sky                | 29h 59' 47" |
| 2  | Andrew Talansky (EUA)        | Garmin-Sharp            | + 55"       |
| 3  | Jean-Christophe Péraud (FRA) | AG2R La Mondiale        | + 1' 21"    |
| 4  | Tejay van Garderen (EUA)     | BMC Racing Team         | + 1' 44"    |
| 5  | Sylvain Chavanel (FRA)       | Omega Pharma-Quick Step | + 1' 47"    |
| 6  | Simon Špilak (SVN)           | Team Katusha            | + 1' 48"    |
| 7  | Diego Ulissi (ITA)           | Lampre-Merida           | + 1' 54"    |
| 8  | Lieuwe Westra (NED)          | Vacansoleil-DCM         | + 2' 17"    |
| 9  | Andreas Klöden (GER)         | RadioShack-Leopard      | + 2' 22"    |
| 10 | Peter Velits (SVK)           | Omega Pharma-Quick Step | + 2' 28"    |

## Classificacions finals

### Classificació general
|    | Ciclista                     | Equip                   | Temps       |
| -- | ---------------------------- | ----------------------- | ----------- |
| 1  | Richie Porte (AUS)           | Team Sky                | 29h 59' 47" |
| 2  | Andrew Talansky (EUA)        | Garmin-Sharp            | + 55"       |
| 3  | Jean-Christophe Péraud (FRA) | AG2R La Mondiale        | + 1' 21"    |
| 4  | Tejay van Garderen (EUA)     | BMC Racing Team         | + 1' 44"    |
| 5  | Sylvain Chavanel (FRA)       | Omega Pharma-Quick Step | + 1' 47"    |
| 6  | Simon Špilak (SVN)           | Team Katusha            | + 1' 48"    |
| 7  | Diego Ulissi (ITA)           | Lampre-Merida           | + 1' 54"    |
| 8  | Lieuwe Westra (NED)          | Vacansoleil-DCM         | + 2' 17"    |
| 9  | Andreas Klöden (GER)         | RadioShack-Leopard      | + 2' 22"    |
| 10 | Peter Velits (SVK)           | Omega Pharma-Quick Step | + 2' 28"    |

### Classificacions secundàries
|   | Ciclista               | Equip                   | Punts |
| - | ---------------------- | ----------------------- | ----- |
| 1 | Sylvain Chavanel (FRA) | Omega Pharma-Quick Step | 88    |
| 2 | Andrew Talansky (EUA)  | Garmin-Sharp            | 83    |
| 3 | Richie Porte (AUS)     | Team Sky                | 68    |

|   | Ciclista             | Equip         | Punts |
| - | -------------------- | ------------- | ----- |
| 1 | Johann Tschopp (SUI) | IAM           | 64    |
| 2 | Richie Porte (AUS)   | Team Sky      | 27    |
| 3 | Thierry Hupond (FRA) | Argos-Shimano | 24    |

|   | Ciclista                 | Equip           | Temps       |
| - | ------------------------ | --------------- | ----------- |
| 1 | Andrew Talansky (EUA)    | Garmin-Sharp    | 30h 00' 42" |
| 2 | Tejay van Garderen (EUA) | BMC Racing Team | + 49"       |
| 3 | Diego Ulissi (ITA)       | Lampre-Merida   | + 59"       |

|   | Equip              | Temps       |
| - | ------------------ | ----------- |
| 1 | Team Katusha       | 90h 06' 49" |
| 2 | AG2R La Mondiale   | + 01' 23"   |
| 3 | RadioShack-Leopard | + 03' 38"   |

### UCI World Tour
La París-Niça atorga punts per l'UCI World Tour 2013 sols als ciclistes dels equips de categoria ProTeam.
| Posició               | 1r  | 2n | 3r | 4t | 5è | 6è | 7è | 8è | 9è | 10è |
| Classificació general | 100 | 80 | 70 | 60 | 50 | 40 | 30 | 20 | 10 | 4   |
| Per etapa             | 6   | 4  | 2  | 1  | 1  |    |    |    |    |     |

| #  | Ciclista                     | Equip                   | Punts |
| -- | ---------------------------- | ----------------------- | ----- |
| 1  | Richie Porte (AUS)           | Team Sky                | 113   |
| 2  | Andrew Talansky (EUA)        | Garmin-Sharp            | 92    |
| 3  | Jean-Christophe Péraud (FRA) | AG2R La Mondiale        | 71    |
| 4  | Tejay van Garderen (EUA)     | BMC Racing Team         | 62    |
| 5  | Sylvain Chavanel (FRA)       | Omega Pharma-Quick Step | 60    |
| 6  | Simon Špilak (SVN)           | Team Katusha            | 40    |
| 7  | Diego Ulissi (ITA)           | Lampre-Merida           | 32    |
| 8  | Lieuwe Westra (NED)          | Vacansoleil-DCM         | 22    |
| 9  | Andreas Klöden (GER)         | RadioShack-Leopard      | 10    |
| 10 | Michael Albasini (SUI)       | Orica-GreenEDGE         | 6     |
| 10 | Nacer Bouhanni (FRA)         | FDJ                     | 6     |
| 10 | Marcel Kittel (GER)          | Argos-Shimano           | 6     |
| 10 | Peter Velits (SVK)           | Omega Pharma-Quick Step | 6     |
| 10 | Elia Viviani (ITA)           | Cannondale              | 6     |

| Classificats del 15 al 30 | Classificats del 15 al 30 | Classificats del 15 al 30 | Classificats del 15 al 30 |
| ------------------------- | ------------------------- | ------------------------- | ------------------------- |
| 15                        | Philippe Gilbert (BEL)    | BMC Racing Team           | 4                         |
| 15                        | Maksim Iglinski (KAZ)     | Astana Qazaqstan Team     | 4                         |
| 15                        | Denís Ménxov (RUS)        | Team Katusha              | 4                         |
| 15                        | Alessandro Petacchi (ITA) | Lampre-Merida             | 4                         |
| 19                        | Samuel Dumoulin (FRA)     | AG2R La Mondiale          | 2                         |
| 19                        | Leigh Howard (AUS)        | Orica-GreenEDGE           | 2                         |
| 19                        | Gorka Izagirre (ESP)      | Euskaltel–Euskadi         | 2                         |
| 19                        | Nairo Quintana (COL)      | Movistar Team             | 2                         |
| 19                        | José Joaquín Rojas (ESP)  | Movistar Team             | 2                         |
| 24                        | Borut Božič (SVN)         | Astana Qazaqstan Team     | 1                         |
| 24                        | Jens Debusschere (BEL)    | Lotto-Belisol             | 1                         |
| 24                        | Tony Gallopin (FRA)       | RadioShack-Leopard        | 1                         |
| 24                        | Enrico Gasparotto (ITA)   | Astana Qazaqstan Team     | 1                         |
| 24                        | Wilco Kelderman (NED)     | Blanco Team               | 1                         |
| 24                        | David López García (ESP)  | Team Sky                  | 1                         |
| 24                        | Geoffrey Soupe (FRA)      | FDJ                       | 1                         |

## Evolució de les classificacions
| Etapa | Vencedor         | Classificació general | Classificació per punts | Classificació de la muntanya | Classificació dels joves | Classificació per equips |
| ----- | ---------------- | --------------------- | ----------------------- | ---------------------------- | ------------------------ | ------------------------ |
| P     | Damien Gaudin    | Damien Gaudin         | Damien Gaudin           | no entregat                  | Wilco Kelderman          | Omega Pharma-Quick Step  |
| 1     | Nacer Bouhanni   | Nacer Bouhanni        | Sylvain Chavanel        | Bert-Jan Lindeman            | Nacer Bouhanni           | Omega Pharma-Quick Step  |
| 2     | Marcel Kittel    | Elia Viviani          | Elia Viviani            | Bert-Jan Lindeman            | Elia Viviani             | Omega Pharma-Quick Step  |
| 3     | Andrew Talansky  | Andrew Talansky       | Elia Viviani            | Martijn Keizer               | Andrew Talansky          | Astana Qazaqstan Team    |
| 4     | Michael Albasini | Andrew Talansky       | Elia Viviani            | Johann Tschopp               | Andrew Talansky          | Astana Qazaqstan Team    |
| 5     | Richie Porte     | Richie Porte          | Andrew Talansky         | Johann Tschopp               | Andrew Talansky          | Team Katusha             |
| 6     | Sylvain Chavanel | Richie Porte          | Sylvain Chavanel        | Johann Tschopp               | Andrew Talansky          | Team Katusha             |
| 7     | Richie Porte     | Richie Porte          | Sylvain Chavanel        | Johann Tschopp               | Andrew Talansky          | Team Katusha             |
| Final | Final            | Richie Porte          | Sylvain Chavanel        | Johann Tschopp               | Andrew Talansky          | Team Katusha             |